# 梁雄健
梁雄健（1933年12月1日—2020年8月14日），广东中山人，侨眷，中国信息通信产业管理专家，北京邮电大学教授。

## 生平
1933年12月1日（一说1934年12月1日）生于广东中山。1955年毕业于上海交通大学电讯工程系，后赴刚建校的北京邮电学院工程经济系，1958年研究生毕业，同年参加十三陵水库建设。后留校任教，从事管理工程的教学和科研工作。文化大革命期间下放至五七干校劳动。1980年被选派到美国GTE公司研究所进修。1982年回国后开始研究制定地区电信发展规划，并率先开展电信网络发展政策研究。1983年开始招收硕士研究生。曾任北京邮电学院管理工程系主任、中国通信学会技术经济现代化管理委员会主任、第一届经济与管理创新委员会委员。
1985年加入中国民主同盟，曾任民盟第六、七、八届中央委员，北京邮电大学委员会主任委员；1993年至2003年，担任北京市第八届、第九届人大代表；1998年至2003年，担任第九届全国政协委员。曾参与起草电信法，呼吁对电信产业进行规制。
2020年8月14日晨在北京逝世。

## 荣誉
- 纪念中国民主同盟成立七十周年先进个人（2011年）[10]

## 出版物
论著
- 董爽; 梁雄健. . 北京邮电大学出版社. 2010. ISBN 9787563519347.
- 侯广吉; 梁雄健. . 北京邮电大学出版社. 2010. ISBN 9787563519088.
- 唐子才; 梁雄健. . 北京邮电大学出版社. 2008. ISBN 9787563517657.
- 梁雄健; 李鲁湘. . 人民邮电出版社. 1994. ISBN 7115052832.

教材
- 梁雄健. . 北京邮电大学出版社. 2006. ISBN 9787563511938.
- 梁雄健; 杨旭 (编). . 北京邮电大学出版社. 2004. ISBN 9787563509362.
- 梁雄健; 孙青华 (编). . 北京邮电大学出版社. 2004. ISBN 9787563509089.
- 梁雄健; 杨瑞桢; 张静 (编). . 人民邮电出版社. 2004. ISBN 9787115124630.
- 梁雄健; 蔡淑溶; 霍煜梅 (编). . 人民邮电出版社. 2002. ISBN 9787115108159.